# Heidrun Friese
Heidrun Friese (* 6. Januar 1958 in Starnberg) ist eine deutsche Anthropologin und Kulturwissenschaftlerin. Als Professorin für Interkulturelle Kommunikation lehrt sie Kulturtheorie und kritische Interkulturelle Kommunikation an der TU Chemnitz.

## Leben und Wirken
Friese absolvierte 1978 das Abitur am Bertolt-Brecht-Gymnasium München und studierte an der Ludwig-Maximilians-Universität München sowie an der Freien Universität Berlin, wo sie seit 1985 Lehrbeauftragte am Otto-Suhr-Institut war. Sie wurde 1991 an der Universität Amsterdam promoviert und habilitierte sich im Jahr 2002 an der Goethe-Universität Frankfurt am Main im Fachbereich Philosophie und Geschichtswissenschaften.
Lehr- und Forschungstätigkeiten führten sie u. a. an die Humboldt-Universität zu Berlin (1999/2000), die École des Hautes Études en Sciences Sociales in Paris, das European University Institute in Florenz, die University of Warwick, die Hebrew University in Jerusalem, die University of California Berkeley sowie das Institut Hyperwerk und die Kunsthochschule Basel.

## Forschungsschwerpunkte
Frieses Forschungsinteressen und -Schwerpunkte umfassen u. a. Sozial- und Kulturtheorien, Postkoloniale Perspektiven, Mobilität (Flucht, Migration und transnationale Praktiken) sowie Kulturelle Identitäten. Regionaler Schwerpunkt ist der Mittelmeerraum. Sie führte mehrjährige Feldforschungen durch, u. a. in Racalmuto (Sizilien/Agrigento) zu Konzeptionen der Zeit, auf Lampedusa zur Rekonstruktion lokaler Geschichte und zu Migration und Gastfreundschaft, zuletzt in Tunesien.

## Veröffentlichungen (Auswahl)

### Als Autorin
- mit Peter Wagner: Der Raum des Gelehrten. Eine Topographie akademischer Praxis. Sigma, Berlin 1993
- Lampedusa. Historische Anthropologie einer Insel. Campus, Frankfurt am Main/New York 1997, ISBN 3-593-35603-1
- Geglücktes Leben. (= Reihe Denk-Schriften, Band 14), Europäischer Universitätsverlag, Bochum/Berlin 2011, ISBN 978-3932329692
- Grenzen der Gastfreundschaft. Die Bootsflüchtlinge von Lampedusa und die europäische Frage. transcript, Bielefeld 2014, ISBN 978-3-8376-2447-2[3]
- Flüchtlinge: Opfer – Bedrohung – Helden. Zur politischen Imagination des Fremden. transcript, Bielefeld 2017, ISBN 978-3-8376-3263-7

### Als Herausgeberin
- mit Aleida Assmann: Identitäten. Suhrkamp, Frankfurt am Main 1998, ISBN 978-3518290040
- Identities. Time, Boundaries and Difference.  Berghahn. Oxford 2002, ISBN 978-1-57181-474-6
- mit Toni Negri und Peter Wagner: Europa Politica. Ragioni di una necessità. manifestolibri, Rom 2002, ISBN 9788872852651
- The Moment. Time and Rupture in Modern Thought. Liverpool University Press, Liverpool 2002, ISBN 978-0853239567
- mit Giuseppe Bronzini, Toni Negri, Peter Wagner: Europa, costituzione e movimenti sociali. La crisi delle sovranità statale, la dimensione europea e lo spazio d’azione dei movimenti. manifestolibri, Rom 2002
- mit Marcus Nolden, Gala Rebane, Miriam Schreiter: Soziale Praktiken und digitale Alltagswelten. Springer VS, Wiesbaden 2017, ISBN 978-3658083564
- mit Marcus Nolden, Miriam Schreiter: Rassismus im Alltag Theoretische und empirische Perspektiven nach Chemnitz. transcript. Bielefeld 2019, ISBN 978-3-8376-4821-8

### Fotografien
- En route. Images from multi-sited fieldwork. 2009
- Horizons. Horizon Lampedusa. 2009
- Partire 2. Lampedusa. Cementary of boats. 2009
- Objects left behind. Apple iBook, 2013